# Перелік картографічних проєкцій
Цей перелік/таблиця дає огляд найбільш значущих картографічних проєкцій. Список не може бути повним, так як не існує обмежень на кількість можливих картографічних проєкцій.

## Таблиця проєкцій
| Проєкція                                                                            | Зображення | Тип                          | Властивості    | Застовував                                 | Рік                | Примітки |
| ----------------------------------------------------------------------------------- | ---------- | ---------------------------- | -------------- | ------------------------------------------ | ------------------ | --- |
| Прямокутна = еквідистантна циліндрична = прямокутна = la carte parallélogrammatique |            | Циліндрична                  | Еквідистантна  | Марін Тірський                             | 120 (бл.)          | Найпростіша геометрія; відстані уздовж меридіанів зберігаються. Плаский квадрат: спеціальний випадок, що має екватор як звичайну паралель.                                                                                                  |
| Проєкція Кассіні = Кассіні-Солднер                                                  |            | Циліндрична                  | Еквідистантна  | Цезар-Франсуа Кассіні де Тюрі              | 1745               | Поперечна еквідистантна проєкція; відстані уздовж центрального меридіана зберігаються. Distances perpendicular to central meridian are preserved.                                                                                           |
| Меркатор = Райт                                                                     |            | Циліндрична                  | Рівнокутна     | Герард Меркатор                            | 1569               | Лінії постійної орієнтації (лінії румбів) прямі, що зручно при навігації. Площі на стільки розтягуються з широтою, що карта не здатна показати полюси.                                                                                      |
| Вебмеркатор                                                                         |            | Циліндрична                  | Компромісна    | Google                                     | 2005               | Варіація проєкції Меркатора. Де-факто стандарт для картографічних вебдодатків, що використовується всіма основними постачальниками онлайн карт, включаючи Google Maps, Bing Maps, Mapquest, Mapbox, OpenStreetMap та інші.                  |
| Гаус–Крюгер = Рівнокутна Гауса = (Еліпсоїдальна) Поперечна проєкція Меркатора       |            | Циліндрична                  | Рівнокутна     | Карл Фрідріх Гаус Іоганн Генріх Луї Крюгер | 1822               | Ця поперечна, еліпсоїдальна форма проєкції Меркатора є скінченною, на відміну від екваторіальної версії. Формує основу UTM системи. |
| Стереографічна проєкція Галла схожий на Браун                                       |            | Циліндрична                  | Компромісна    | Джеймс Галл                                | 1885               | Намагався бути схожим на Меркатора, в той же час показувати полюси. Стандартні паралелі на 45°N/S. Браун — горизонтально натягнута версія зі шкалою правильною на екваторі.                                                                 |
| Міллер = циліндричний Міллер                                                        |            | Циліндрична                  | Компромісна    | Осборн Мейтленд Міллер                     | 1942               | Намагався бути схожим на Меркатора, в той же час показувати полюси. |
| Рівновелика циліндрична Ламберта                                                    |            | Циліндрична                  | Рівновелика    | Йоганн Генріх Ламберт                      | 1772               | Стандартний паралельний на екваторі. Співвідношення сторін π (3.14). Базова проєкція з сім'ї Циліндричних рівних площ. |
| Берманн                                                                             |            | Циліндрична                  | Рівновелика    | Вальтер Берманн                            | 1910               | Горизонтально стиснута версія рівновеликої Ламберта. Має стандартні паралелі на 30°N/S і співвідношення сторін 2.36. |
| Гобо-Даєр                                                                           |            | Циліндрична                  | Рівновелика    | Мік Даєр                                   | 2002               | Горизонтально стиснута версія рівновеликої Ламберта. Дуже схожими є Трістан Едвардс і рівна поверхня Сміта (= прямокутна Крастера) Проєкції з стандартними паралелями на позначці 37°N/S. Співвідношення сторін ~2.0.                       |
| Галл-Петерс = ортографічний Галл = Петерс                                           |            | Циліндрична                  | Рівновелика    | Джеймс Галл (Арно Петерс)                  | 1855               | Горизонтально стиснута версія рівновеликої Ламберта. Стандартні паралелі на 45°N/S. Співвідношення сторін ~1.6. Схожою є проєкція Бальтазара зі стандартними паралелями на 50°N/S.                                                          |
| Синусоїдальна = Сансон-Флемстид = рівновеликий Меркатор                             |            | Псевдо-циліндрична           | Рівновелика    | (Декілька; перший невідомий)               | 1600 (бл.)         | Меридіани є синусоїдами; паралелі рівновіддалені. Співвідношення сторін 2:1. Відстані уздовж паралелей зберігаються. |
| Мольвейде = еліптична = Бабіне = гомолографічна                                     |            | Псевдо-циліндрична           | Рівновелика    | Карл Брандан Мольвейде                     | 1805               | Меридіани це еліпси. |
| Еккерт II                                                                           |            | Псевдо-циліндрична           | Рівновелика    | Макс Еккерт-Грейфендорфф                   | 1906               | |
| Еккерт IV                                                                           |            | Псевдо-циліндрична           | Рівновелика    | Макс Еккерт-Грейфендорфф                   | 1906               | Паралелі мають не однакові відстані і масштаби; крайні меридіани мають форму півкола; інші меридіани являють собою майже еліпси. |
| Еккерт VI                                                                           |            | Псевдо-циліндрична           | Рівновелика    | Макс Еккерт-Грейфендорфф                   | 1906               | Паралелі мають неоднакові відстані і масштаби; меридіани являють собою пів-періоди синусоїд. |
| Перервна Гуда                                                                       |            | Псевдо-циліндрична           | Рівновелика    | Джон Пол Гуд                               | 1923               | Гібрид синусоїдальної і проєкції Мольвейде. Зазвичай використовується у вигляді проєкції з розривами. |
| Каврайський VII                                                                     |            | Псевдо-циліндрична           | Компромісна    | Володимир Каврайський                      | 1939               | Рівномірно розподілені паралелі. Еквівалент до Вагнер VI стиснутої по горизонталі на коефіцієнт {\displaystyle {\sqrt {3}}/{2}}. |
| Робінсон                                                                            |            | Псевдо-циліндрична           | Компромісна    | Артур Робінсон                             | 1963               | Розрахована шляхом інтерполяції табличних значень. Використовувалась Рендом МакНеллі з моменту створення і використовувалась NGS 1988–98.                                                                                                   |
| Природна Земля                                                                      |            | Псевдо-циліндрична           | Компромісна    | Том Паттерсон                              | 2011               | Розрахована шляхом інтерполяції табличних значень. |
| Гіпереліптична Тоблера                                                              |            | Псевдо-циліндрична           | Рівновелика    | Валдо Р. Тоблер                            | 1973               | Сім'я картографічних проєкцій, що включає в себе як окремий випадок проєкцію Мольвейде, проєкцію Колліньона, і різні циліндричні проєкції рівних площ.                                                                                      |
| Вагнер VI                                                                           |            | Псевдо-циліндрична           | Компромісна    | K.H. Вагнер                                | 1932               | Еквівалент до Каврайський VII вертикально стиснутої на коефіцієнт {\displaystyle {\sqrt {3}}/{2}}. |
| Колліньон                                                                           |            | Псевдо-циліндрична           | Рівновелика    | Едуард Колліньон                           | 1865 (бл.)         | Залежно від конфігурації, проєкція також може відображати сферу до одного алмазу або пару квадратів. |
| HEALPix                                                                             |            | Псевдо-циліндрична           | Equal-area     | Кшиштоф М. Горський                        | 1997               | Гібрид з Колліньон + Ламберт циліндричних рівновеликих |
| Єсморфічна Боггса                                                                   |            | Псевдо-циліндрична           | Рівновелика    | Сємюель Уітмор Боггс                       | 1929               | Рівновелика проєкція, що є результатом з середнього синусоїдальної і Мольвейде y-координат і тим самим обмежує x координати. |
| Параболічна проєкція Крастера =Путнінс П4                                           |            | Псевдо-циліндрична           | Рівновелика    | Джон Крастер                               | 1929               | Меридіани являють собою параболи. Стандартні паралелі на 36°46′N/S; паралелі неоднорідні у інтервалах і розмірах; відношення сторін 2:1. |
| Пласка-полярна четвертого ступеню = МакБрайд-Томас #4                               |            | Псевдо-циліндрична           | Рівновелика    | Фелікс В. МакБрайд, Пол Томас              | 1949               | Стандартні паралелі на 33°45′N/S; паралелі неоднорідні у інтервалах і розмірах; меридіани є кривими четвертого порядку. Не має спотворень лише там, де стандартні паралелі перетинають центральний мередіан.                                |
| Авталік четвертого ступеню                                                          |            | Псевдо-циліндрична           | Рівновелика    | Карл Сеймон Оскар Адамс                    | 1937 1944          | Паралелі неоднорідні у інтервалах і розмірах. Не має спотворень вздовж екватора. Меридіани являють собою криві четвертого порядку. |
| Таймс                                                                               |            | Псевдо-циліндрична           | Компромісна    | Джон М'юїр                                 | 1965               | Стандартні паралелі 45°N/S. Паралелі базуються на ортографічному Галлі, але з вигнутими мередіанами. Розроблена для Bartholomew Ltd., The Times Atlas.                                                                                      |
| Локсимутальна                                                                       |            | Псевдо-циліндрична           |                | Карл Сеймон, Валдо Тоблер                  | 1935, 1966         | З визначеного центру, ліній постійного обертання (румби/локсодроми) прямі і мають правильну довжину. Взагалі асиметрична щодо екватора. |
| Аітофф                                                                              |            | Псевдо-азимутна              | Компромісна    | Девід А. Аітофф                            | 1889               | Розтягування зміненої екваторіальної азимутальної еквідистантної мапи. Границя являє собою 2:1 еліпс. В значній мірі замінена Хаммером. |
| Хаммер = Хаммер-Аітофф варіації: Брейсмейстер; Нордік                               |            | Псевдо-азимутна              | Рівновелика    | Ернст Хаммер                               | 1892               | Змінена з азимутальної рівновеликої мапи. Границя являє собою 2:1 еліпс. Варіантами є похилі версії, центровані на 45°N. |
| Потрійна Вінкеля                                                                    |            | Псевдо-азимутна              | Компромісна    | Освальд Вінкель                            | 1921               | Арифметичне значення проєкції рівних прямокутників і проєкції Аітоффа. Стандартна проєкція світу для NGS 1998–сьогодення. |
| Проєкція Ван дер Ґрінтена                                                           |            | Інша                         | Компромісна    | Альфонс Й. ван дер Грінтен                 | 1904               | Границя є колом. Всі паралелі і меридіани є дугами кіл. Зазвичай обрізається близько 80°N/S. Стандартна проєкція світу NGS 1922-88. |
| Еквідистантна конічна проєкція = проста конічна                                     |            | Конічна                      | Еквідистантна  | Заснована на першій проєкції Птолемея      | 100 (бл.)          | Відстані уздовж меридіанів зберігаються, як відстані уздовж однієї або двох стандартних паралелей. |
| Рівнокутна конічна Ламберта                                                         |            | Конічна                      | Рівнокутна     | Йоганн Генріх Ламберт                      | 1772               | |
| Конічна Альберса                                                                    |            | Конічна                      | Рівновелика    | Генріх С. Альберс                          | 1805               | Дві стандартні паралелі з низьким рівнем спотворень між ними. |
| Вернер                                                                              |            | Псевдо-конічна               | Рівновелика    | Йоганнес Стабіус                           | 1500 (бл.)         | Відстань від північного полюсу правильна, як і вигнуті відстані уздовж паралелей. |
| Бонне                                                                               |            | Псевдо-конічна, серцеподібна | Рівновелика    | Бернардус Сильванус                        | 1511               | Паралелі являють собою рівномірно розподілені кругові дуги і стандартні лінії. Зовнішній вигляд залежить від опорної паралелі. Загальний випадок як Вернера і синусоїдальної.                                                               |
| Боттомлі                                                                            |            | Псевдо-конічна               | Рівновелика    | Генрі Боттомлі                             | 2003               | Альтернатива проєкції Бонне з простішою загальною формою. Паралелі являють собою еліптичні дуги Зовнішній вигляд залежить від опорної паралелі.                                                                                             |
| Американська поліконічна                                                            |            | Псевдо-конічна               |                | Фердинанд Рудольф Хесслер                  | 1820 (бл.)         | Відстані уздовж паралелей зберігаються, як і відстані уздовж центрального меридіана. |
| Азимутна еквідистантна =Постіль зенітна еквідистантна                               |            | Азимутна                     | Еквідистантна  | Абу Райхан ал-Біруні                       | 1000 (бл.)         | Використана USGS у Національному атласі Сполучених Штатів Америки. Відстані від центру зберігаються. Використовується як емблема Організації Об'єднаних Націй, з поширенням до 60° S.                                                       |
| Гномонічна                                                                          |            | Азимутна                     | Гномонічна     | Фалес (можливо)                            | 580 до н. е. (бл.) | Всі великі кола вкладаються у прямі лінії. Екстремальні спотворення далеко від центру. Показує менше, ніж одну півкулю. |
| Рівновелика азимутна Ламберта                                                       |            | Азимутна                     | Рівновелика    | Йоганн Генріх Ламберт                      | 1772               | Відстань по прямій лінії між центральною точкою на карті та будь-якою іншою точкою є такою ж, як лінійна тривимірна відстань через земну кулю між двома точками.                                                                            |
| Стереографічна                                                                      |            | Азимутна                     | Рівнокутна     | Гіппарх (застосував)                       | 200 до н. е. (бл.) | Мапа нескінченна в обводі з зовнішньою півкулею серйозно роздувається, тому вона часто використовується як дві півкулі. Відображає всі маленькі кола на окружності, які корисні для планетарного відображення, щоб зберегти форму кратерів. |
| Ортографічна                                                                        |            | Азимутна                     |                | Гіппарх (застосував)                       | 200 до н. е. (бл.) | Вигляд з нескінченної відстані. |
| Вертикальна перспектива                                                             |            | Азимутна                     |                | Маттіас Зойттер (застосував)               | 1740               | Вигляд з скінченної відстані. Може відобразити лише менше півкулі. |
| Дво-точкова еквідистантна                                                           |            | Азимутна                     | Еквідистантна  | Ханс Маурер                                | 1919               | Дві «контрольні точки» можуть бути майже довільними. Два прямолінійні відстані з будь-якої точки на карті до двох контрольних точок правильні.                                                                                              |
| Квінкунксова Пірса                                                                  |            | Інша                         | Рівнокутна     | Чарлз Сандерс Пірс                         | 1879               | |
| Проєкція півкуля-на-квадрат Гуйю                                                    |            | Інша                         | Рівнокутна     | Еміль Гуйю                                 | 1887               | |
| Проєкція півкуля-на-квадрат Адамса                                                  |            | Інша                         | Рівнокутна     | Оскар Шерман Адамс                         | 1925               | |
| Мапа метелик Бернарда Й. С. Кехілла                                                 |            | Багатогранна                 | Компромісна    | Бернард Йозеф Станіслав Кехілл             | 1909               | Проєктує земну кулю на октаедр з симетричними компонентами і суміжних масивів суші, які можуть бути відображені за допомогою різних механізмів.                                                                                             |
| Проєкція Кехілл-Кейс                                                                |            | Багатогранна                 | Компромісна    | Джин Кейс                                  | 1975               | Проєктує земну кулю на зрізаний октаедр з симетричних складових і суміжних масивів суші. |
| Проєкція-метелик Вотермана                                                          |            | Багатогранна                 | Компромісна    | Стів Вотерман                              | 1996               | Проєктує земну кулю на зрізаний октаедр з симетричних складових і суміжних земельних мас, які можуть бути відображені різними методами. |
| Сферичний куб зведений у четверту ступінь                                           |            | Багатогранна                 | Рівновелика    | Ф. Кеннет Чан, Є. М. О'Ніл                 | 1973               | |
| Проєкція Дімаксіон                                                                  |            | Багатогранна                 | Компромісна    | Річард Бакмінстер Фуллер                   | 1943               | Також відома, як проєкція Фуллера. |
| Мультигранні проєкції                                                               |            | Багатогранна                 | Компромісна    | Ярке Й. ван Вейк                           | 2008               | Проєктує земну кулю на мультигранник: багатогранник з дуже великою кількістю поверхонь. |
| Ретро-азимутна Крейга = Мекка                                                       |            |                              | Ретро-азимутна | Джеймс Іреланд Крейг                       | 1909               | |
| Ретро-азимутна Хаммера, передня півкуля                                             |            |                              | Ретро-азимутна | Ернст Хаммер                               | 1910               | |
| Ретро-азимутна Хаммера, задня півкуля                                               |            |                              | Ретро-азимутна | Ернст Хаммер                               | 1910               | |
| Літтроу                                                                             |            |                              | Ретро-азимутна | Йозеф Йоганн Літтров                       | 1833               | Також рівнокутна |
| Панцерник                                                                           |            | Інша                         | Компромісна    | Ервін Райз                                 | 1943               | |

## Умовні позначки
Значення поля «Застосував» може означати популяризаторів, не обов'язково творців. Значення поля "Тип" і "Властивості" проєкції відповідають наступним категоріям:

### Тип проєкції
- Циліндрична: У стандартному поданні, це мапа рівновіддалених меридіанів відповідно до так само віддалених вертикальних ліній і паралелей до горизонтальних ліній.
- Псевдо-циліндрична: У стандартному поданні, це мапа у якій центральний меридіан і паралелі є прямими лініями. Інші меридіани є кривими (чи можливо прямими від полюса до екватора), рівновіддаленими вздовж паралелей.
- Псевдо-азимутна: У стандартному поданні, мапа псевдо-азимутної проєкції має перпендикулярні екватор і центральний меридіан, які є пересічними прямими. Вони розміщують паралелі складних кривих, що розходяться від екватора, і меридіани на комплексних кривих, що сходяться у бік центрального меридіана. Тут перераховані після псевдо-циліндричних, оскільки схожі на них за формою та метою.
- Конічна: У стандартному поданні, конічні (чи конічна) мапи проєктують меридіани, як прямі лінії і паралелі, як дуги кіл.
- Псевдо-конічна: У стандартному поданні, псевдо-конічні проєкції відображають центральний меридіан, як пряму лінію, інші меридіани, як комплексні криві і паралелі, як дуги кіл.
- Азимутна: У стандартному поданні, азимутальні мапи проєктують меридіани, як прямі лінії і паралелі, як завершені, концентричні кола. Вони радіально симетричні. У будь презентації (або співвідношенні), вони зберігають напрямки від центральної точки. Це означає, великі кола через центральну точку представлені прямими лініями на мапі.
- Інша: Зазвичай розраховується за формулою і не базується на певній проєкції.
- Багатогранна: Багатогранні карти можна скласти в багатогранники наближенні до сфери, використовуючи певну проєкцію для відображення кожної поверхні з низьким рівнем спотворень.
- Ретро-азимутна: Напрямок до фіксованого положення B (за найкоротшим шляхом) відповідає напрямку на мапі від А до В.

### Властивості
- Рівнокутна: Зберігає кути локально, це означає, що локально форми не спотворюються.
- Рівновелика: Площі зберігаються.
- Компромісна: Не рівнокутна і не рівновелика, але баланс, покликаний зменшити загальні спотворення.
- Еквідистантна: Усі відстані від однієї (чи двох) точок вірні. Інші еквідистантні властивості згадуються у примітках.
- Гномонічна: Усі великі кола є прямими лініями.

## Рекомендована література
- James P. Snyder (1987), Map Projections—A Working Manual: USGS Professional Paper 1395, Washington: Government Printing Office. http://pubs.er.usgs.gov/publication/pp1395 .